# Valentín Calderón
Valentín Raphael Simon Juaquin Calderón de La Vara (Comillas, 25 de julho de 1921 - Salvador, 30 de outubro de 1980) foi um historiador, geógrafo, antropólogo, museólogo e professor universitário espanhol que, radicado na Bahia na década de 1940, participou da criação do curso de museologia da Universidade Federal da Bahia, havendo ainda sido diretor do Museu de Arte Sacra, instituição à frente da qual protagonizou um embate com o cinegrafista Glauber Rocha em 1977, proibindo-o de ali efetuar filmagens.
Calderón foi um dos pioneiros da antropologia baiana, havendo realizado pesquisas no interior do estado nas décadas de 1960 e 1970, sendo um dos colaboradores do Museu de Arqueologia e Etnologia da Universidade Federal da Bahia (MAE). Foi ele quem iniciou a percepção de uma tradição pictórica que denominou "simbolista" e, mais tarde, Niede Guidon, batizou como "tradição geométrica" para definir inscrições rupestres encontradas sobretudo na região Nordeste do Brasil.
Em 2013 seu acervo foi doado pela viúva, Lygia, ao MAE.